# Epistolario de Felipe IV
El Epistolario de Felipe IV consta de 30 cartas, 29 de ellas enviadas por el Rey a doña Luisa Manrique Enríquez, religiosa carmelita del convento de Malagón en Ciudad Real, y una que esta le remite al rey. 
Estas cartas relatan con gran confianza asuntos muy diversos, tanto del Estado y la guerra, como familiares y domésticos. Abarcan fechas trascendentes para la historia de España, desde el 9 de octubre de 1644 al 8 de agosto de 1651.
La importancia de estas cartas radica en la información tan singular que nos transmiten, por su carácter personal y extraoficial; y por su escasez, ya que no es frecuente que se conserven cartas autógrafas y confidenciales de los monarcas donde quedan reflejadas su mentalidad y sus costumbres más allá de la documentación oficial de los archivos públicos.

## Descripción
Todas ellas están escritas en papel con filigrana, en pliegos de dos folios a excepción de una que aparece en un folio de cuarto, ocupando la mayoría un folio del pliego. La letra utilizada es una humanística cursiva corriente, con reminiscencias del tipo procesal. Todas las cartas son originales y autógrafas, firmadas "Yo el Rey" y una de ellas con rúbrica del Monarca. Uno de los documentos está firmado "La Condesa de Paredes", justamente la que remite doña Luisa al Rey. Estas cartas son parte de un momento histórico crucial de la historia de España, periodo de gran significado para la nueva configuración político-administrativa de Europa sin olvidar los acontecimientos hispanoamericanos y la consolidación de los imperios ultramarinos.

## Ficha
- Clasificación: documentos (cartas).
- Denominación: Epistolario de Felipe IV: Colección de 29 cartas autógrafas y firmadas por el Rey a doña Luisa Manrique Enríquez, hija del almirante de Castilla, y una carta autógrafa de dicha señora al rey.
- Materiales: papel con filigrana.
- Dimensiones: 21 x 30 cm. Aunque algunas presentan pequeñas variaciones sobre esta medida.
- Cronología: 9 de octubre de 1644 al 8 de agosto de 1651.
- Localización: finca urbana sita en Almería, como consta en el expediente.

## Relación de bienes
1. Carta original y autógrafa del Rey de 2 folios (42 líneas) con fecha: 9 de octubre de 1644. El Pardo.
2. Carta original y autógrafa de la Condesa de 2 folios (22 líneas) con data: 1644, 15 de octubre. Palacio.
3. Carta original y rúbrica del Rey de 2 folios en cuarto (22 líneas) sin fecha.
4. Carta original y autógrafa del Rey de 2 folios (37 líneas) con data: 1648, 5 de mayo. Madrid.
5. Carta original y autógrafa del Rey de 2 folios (43 líneas) con data: 1648, 9 de junio, Madrid.
6. Carta original y autógrafa del Rey de 2 folios (50 líneas) con data: 1648, 7 de julio, Madrid.
7. Carta original y autógrafa del Rey de 2 folios (43 líneas) con data: 1649, 9 de marzo, Madrid.
8. Carta original y autógrafa del Rey de 2 folios (40 líneas) con data: 1649, 18 de abril, Madrid.
9. Carta original y autógrafa del Rey de 2 folios (29 líneas) con data: 1649, 18 de mayo, Madrid.
10. Carta original y autógrafa del Rey de 2 folios (28 líneas) con data: 1649, 28 de septiembre, Madrid.
11. Carta original y autógrafa del Rey de 2 folios (42 líneas) con data: 1649, 18 de octubre, San Lorenzo.
12. Carta original y autógrafa del Rey de 2 folios (30 líneas) con data: 1649, noviembre, 16. Madrid.
13. Carta original y autógrafa del Rey de 2 folios (27 líneas) con data: 1649, diciembre, 7. Madrid.
14. Carta original y autógrafa del Rey de 2 folios (32 líneas) con data: 1649, 26 de diciembre, Madrid.
15. Carta original y autógrafa del Rey de 2 folios (51 líneas) con data: 1650, 7 de marzo, Madrid.
16. Carta original y autógrafa del Rey de 2 folios (25 líneas) con data: 1650, 12 de abril, Madrid.
17. Carta original y autógrafa del Rey de 2 folios (23 líneas) con data: 1650, 24 de mayo, Madrid.
18. Carta original y autógrafa del Rey de 2 folios (37 líneas) con data: 1650, agosto, 16. Madrid.
19. Carta original y autógrafa del Rey de 2 folios (47 líneas) con data: 1650, agosto, 30. Madrid.
20. Carta original y autógrafa del Rey de 2 folios (25 líneas) con data: 1650, diciembre, 13. Madrid.
21. Carta original y autógrafa del Rey de 2 folios (26 líneas) con data: 1650, diciembre, 20. Madrid.
22. Carta original y autógrafa del Rey de 2 folios (26 líneas) con data: 1651, enero, 10. Madrid.
23. Carta original y autógrafa del Rey de 2 folios (37 líneas) con data: 1651, marzo, 11. Madrid.
24. Carta original y autógrafa del Rey de 2 folios (29 líneas) con data: 1651, 20 de marzo, Madrid.
25. Carta original y autógrafa del Rey de 2 folios (32 líneas) con data: 1651, 26 de marzo, Madrid.
26. Carta original y autógrafa del Rey de 2 folios (25 líneas) con data: 1651, 11 de abril, Madrid.
27. Carta original y autógrafa del Rey de 2 folios (21 líneas) con data: 1651, 2 de mayo, Madrid.
28. Carta original y autógrafa del Rey de 2 folios (29 líneas) con data: 1651, junio, 6. Madrid.
29. Carta original y autógrafa del Rey de 2 folios (31 líneas) con data: 1651, julio, 25. Madrid.
30. Carta original y autógrafa del Rey de 2 folios (38 líneas) con data: 1651, agosto, 8 Madrid.

## Fuente
DECRETO 424/2004, de 1 de junio, por el que se declara Bien de Interés Cultural, como patrimonio mueble, el Epistolario de Felipe IV, colección de veintinueve cartas autógrafas y firmadas por el rey a Luisa Manrique Enríquez, hija del almirante de Castilla, y una carta autógrafa de dicha Señora al Rey, sitas en Almería.
- Este artículo incluye contenido derivado de una disposición relativa al proceso de protección, incoación o declaración de un bien cultural o natural publicada en el BOE n.º 179 el 26 de julio de 2004 (texto), el cual está libre de restricciones conocidas en virtud del derecho de autor de conformidad con lo dispuesto en el artículo 13 de la Ley de Propiedad Intelectual española.

- Datos: Q5834918